# Гі Карбонно
Гі Карбонно (фр. Guy Carbonneau; 18 березня 1960, м. Сет-Іль, Канада) — канадський хокеїст, центральний нападник.
Виступав за «Шикутімі Сагенес» (QMJHL), «Монреаль Канадієнс», «Нова Шотландія Вояжерс» (АХЛ), «Сент-Луїс Блюз», «Даллас Старс».
В чемпіонатах НХЛ — 1318 матчів (257+388), у турнірах Кубка Стенлі — 231 матч (38+55).
Досягнення
- Володар Кубка Стенлі (1986, 1993, 1999)

Нагороди
- Трофей Френка Дж. Селке (1988, 1989, 1992).

Тренерська кар'єра
- Помічник головного тренера «Монреаль Канадієнс» (2001—02, 2005—06, НХЛ)
- Головний тренер «Монреаль Канадієнс» (2006—09, НХЛ)
- Головний тренер «Шикутімі Сагенес» (2010—11, QMJHL)